# Целебесская толстоголовка
Целебесская толстоголовка (лат. Hylocitrea bonensis) — вид воробьиных птиц, являющийся эндемиком горных лесов на индонезийском острове Сулавеси. Является единственным видом рода Hylocitrea и традиционно принадлежал к австралийским свистунам, однако недавние генетические доказательства свидетельствуют, что птице должно быть выделено монотипическое подсемейство в семействе свиристелей и даже отдельное семейство Hylocitreidae. Выделяют два подвида.